# بيت الشطيري (يهر)

تعديل مصدري - تعديل

بيت الشطيري هي إحدى قرى عزلة يهر بمديرية يهر التابعة لمحافظة لحج، بلغ تعداد سكانها 4 نسمة حسب تعداد اليمن لعام 2004.